# Гражданская гвардия Испании
Гражданская гвардия Испании (исп. Guardia Civil) — полицейское военизированное формирование, находящееся в подчинении Министерства внутренних дел Испании. Наряду с Национальной полицией Испании выполняет функции по охране правопорядка, но, в отличие от полиции, действует преимущественно за пределами городов.

## История

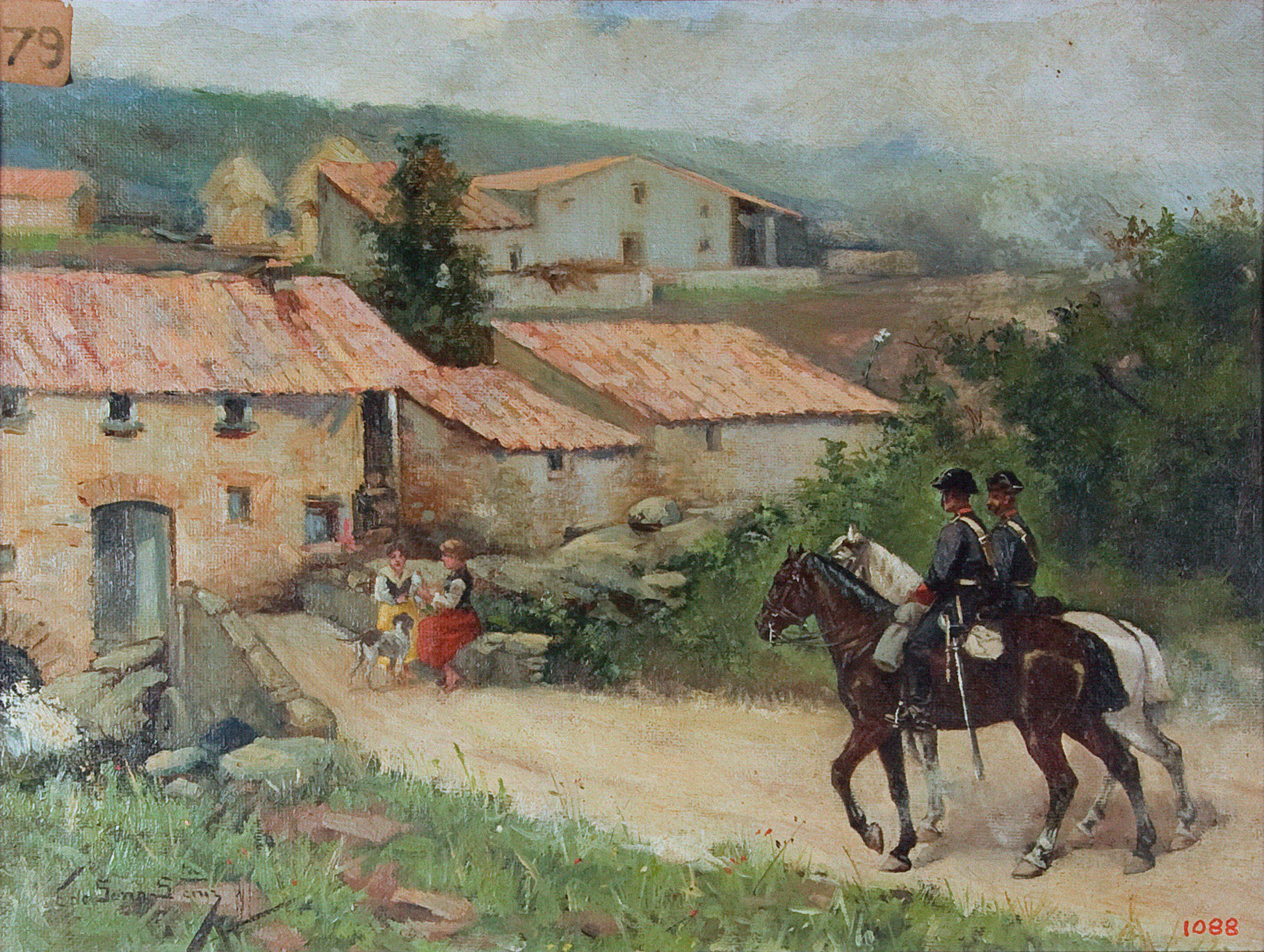
Гражданские гвардейцы въезжают в деревню.

Гражданская гвардия была создана в 1844 году герцогом Франсиско де Аумада для борьбы с отрядами разбойников, которые появились после войн с Наполеоном и последовавших за ними гражданских войн.
Во время Гражданской войны в Испании Гражданская гвардия была разделена примерно поровну на сторонников и противников (53% лоялистов против 47% мятежников) Второй Республики.

## Обязанности

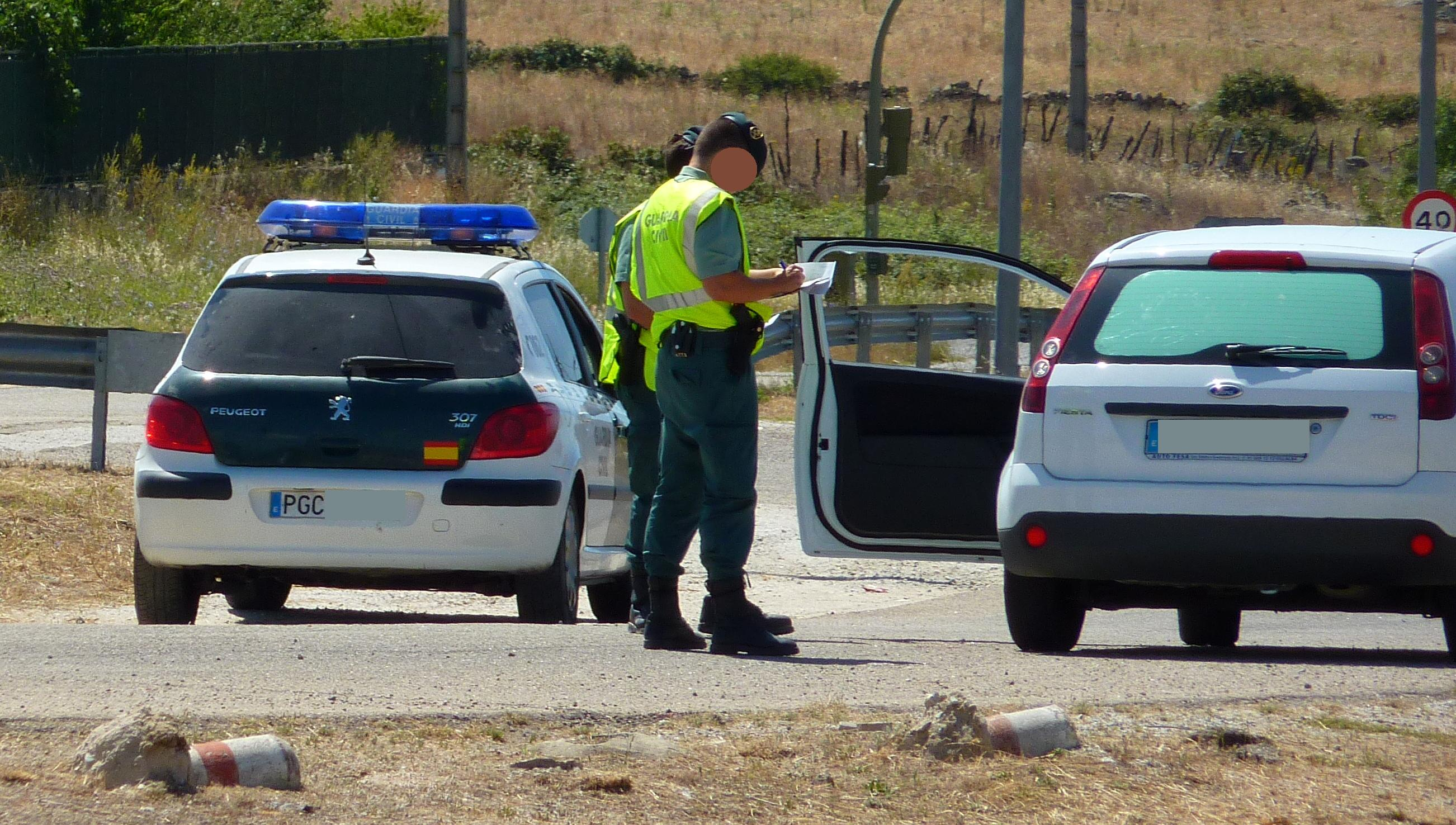
Гражданская гвардия следит за безопасностью дорожного движения

В обязанности Гражданской гвардии входит:
- обеспечение общественной безопасности и поддержание общественного порядка (на земле, на воде и в воздухе);
- обеспечение наблюдения, контроля и защиты общественных мест и объектов;
- предотвращение преступлений;
- организация фискальной защиты испанского государства от проявлений контрабанды и мошенничества (пограничный полицейский контроль, таможенный контроль, выявление сетей и каналов нелегальной иммиграции и т. п.);
- обеспечение порядка и безопасности на междугородних автомобильных магистралях;
- оказание содействия, и организация помощи и защиты гражданского населения в случае возникновения чрезвычайных ситуаций (катастроф);
- оказание содействия судебной полиции, судебным трибуналам и сотрудничество с прокурорскими органами в расследовании преступлений, задержании подозреваемых лиц, подготовке технических полицейских отчетов, сбор свидетельских показаний и защита свидетелей;
- сбор и анализ информации, имеющей отношение к общественной безопасности, в особенности, — к организации террористической деятельности;
- организация транспортного перемещения заключенных, арестованных и свидетелей;
- охрана оружия и взрывчатых веществ.

## Различия между гвардией и полицией

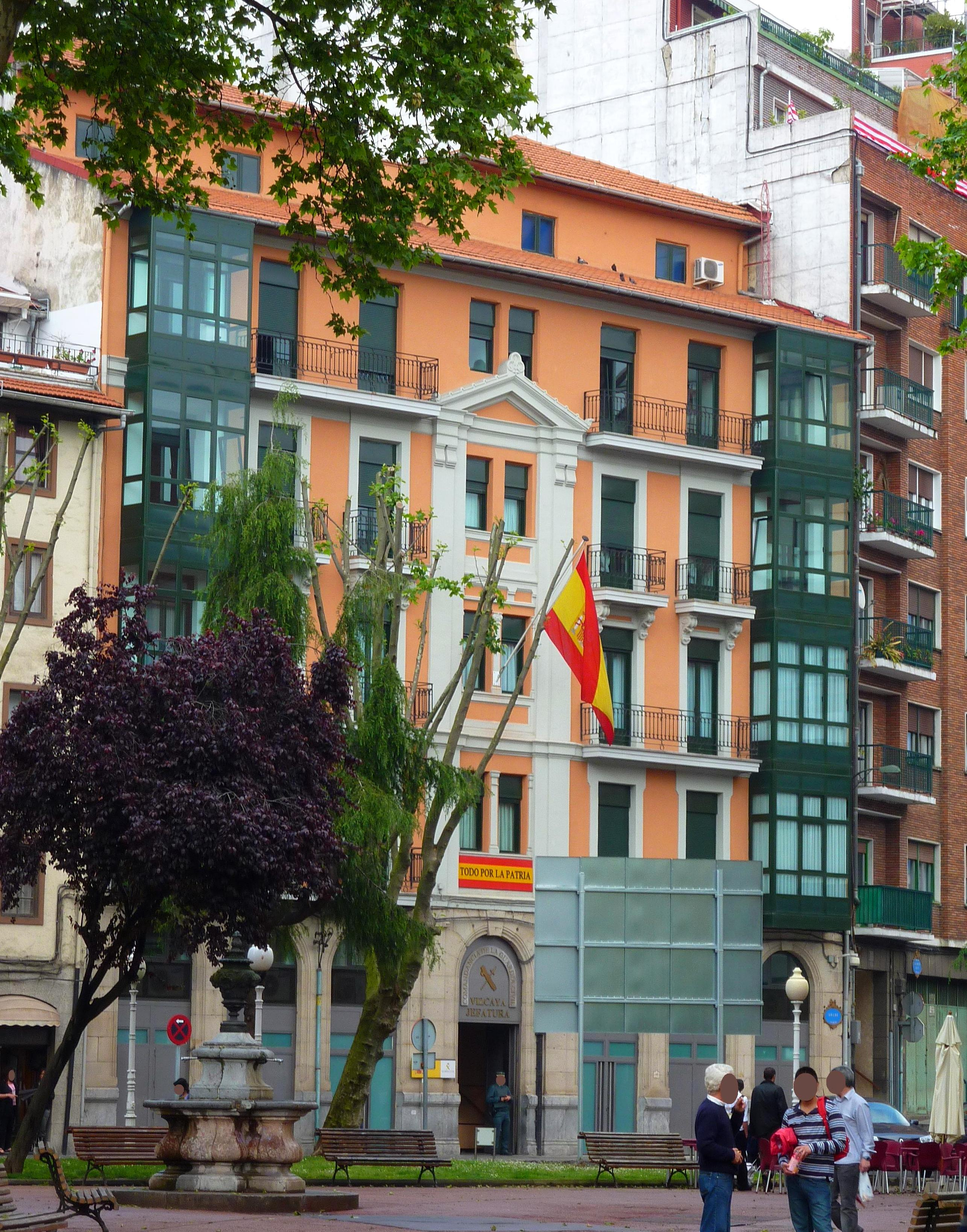
Казарма Гражданской гвардии в Бильбао

С территориальной точки зрения, зоной ответственности национальной полиции Испании являются крупные города, а Гражданская гвардия отвечает за остальную территорию страны и море.
С функциональной точки зрения, национальная полиция контролирует миграционные органы, выдачу удостоверительных документов, паспортов, азартный бизнес, а также частную безопасность. В компентенцию Гражданской гвардии входят вопросы контроля за оборотом оружия и взрывчатых веществ, контрабанды, путей сообщений, регулирование портов и аэропортов, а также охрана окружающей среды.
В отличие от обычных испанских полицейских и военнослужащих, которые могут снимать квартиры и жить в них с семьями, гражданские гвардейцы лишены такого права и постоянно живут в казармах, которых сегодня по всей Испании насчитывается более 3 тысяч. Такое положение дел вызывает многочисленные протесты со стороны некоторых гвардейцев, которые видят в этом нарушение своих общегражданских прав.

## Форма и символика

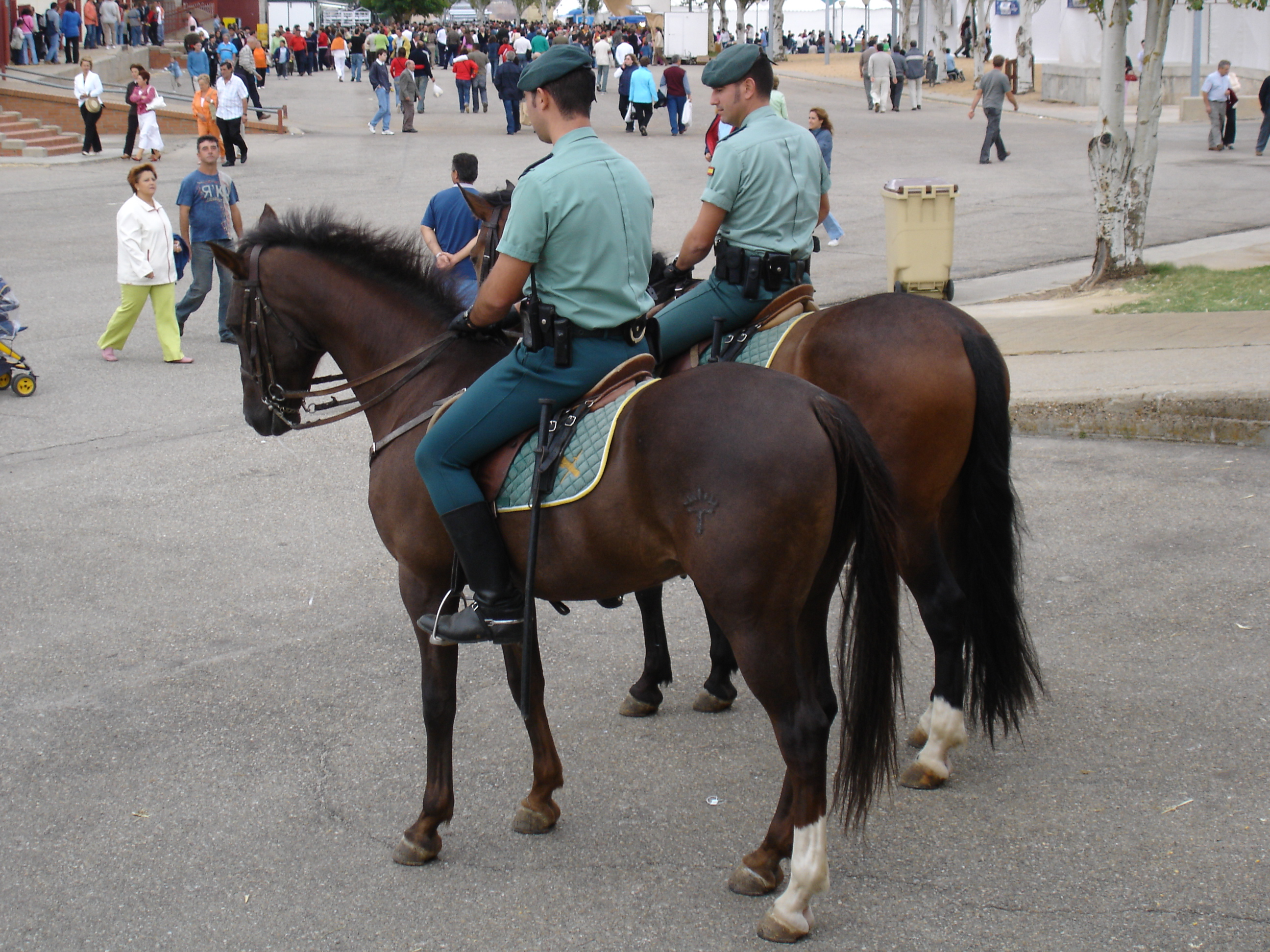
Конные гражданские гвардейцы. 2005

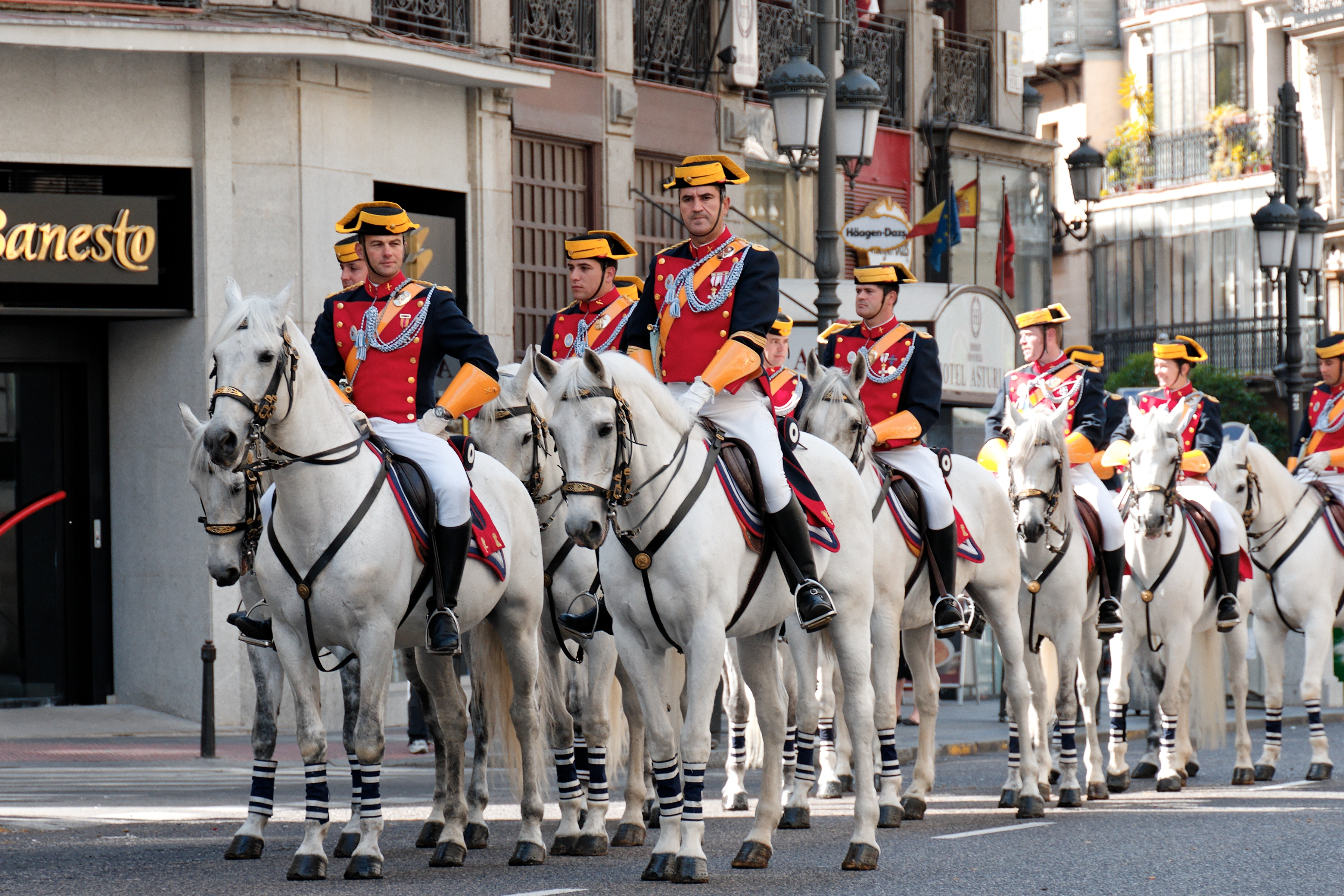
Гражданская гвардия во время праздничных мероприятий в Мадриде. 2008

Гражданские гвардейцы носят особую форму зелёного цвета, а на официальных мероприятиях — исторический головной убор: чёрную лакированную треуголку «трикорнио», которая является символом гвардии. При несении повседневной службы используются более удобные фуражки с козырьком.

## Интересные факты
- С момента создания Гражданской гвардии гвардейцы всегда выходят на патрулирование (сначала пешком или верхом на лошадях, а теперь на автомобилях и мотоциклах) только парами.
- В 2002 году гомосексуальный гвардеец обратился к командованию с просьбой разрешить ему совместное проживание со своим товарищем по оружию. Спустя всего три дня шеф Гражданской гвардии генерал Вальдивьесо заявил, что ходатайство жандарма-гея, равно как и все аналогичные просьбы его коллег, будут безотлагательно удовлетворены[2].
- В обязанности Гражданской гвардии входит обеспечение безопасности дорожного движения, так как специальной дорожной полиции в Испании нет.
- 1 октября 2017 года отряды Гражданской гвардии были применены во время операции по предотвращению голосования избирателей в Каталонии на референдуме за независимость, который был ранее провозглашен вне закона Конституционным судом Испании[5]. В результате беспорядков пострадало более 900 человек, а гвардейцев обвинили в непропорциональном применении силы[6]. Тем не менее некоторые источники считают что гвардейцы придерживались буквы закона и исполняли приказы в четком соответствии с нормами Конституции[7].